# Musgravetown
Musgravetown är en ort i Kanada.   Den ligger i provinsen Newfoundland och Labrador, i den östra delen av landet, 1 700 km öster om huvudstaden Ottawa. Musgravetown ligger 71 meter över havet och antalet invånare är 640.
Terrängen runt Musgravetown är platt. Trakten runt Musgravetown är nära nog obefolkad, med mindre än två invånare per kvadratkilometer.. Det finns inga andra samhällen i närheten. 
I omgivningarna runt Musgravetown växer i huvudsak blandskog.